# Séfora

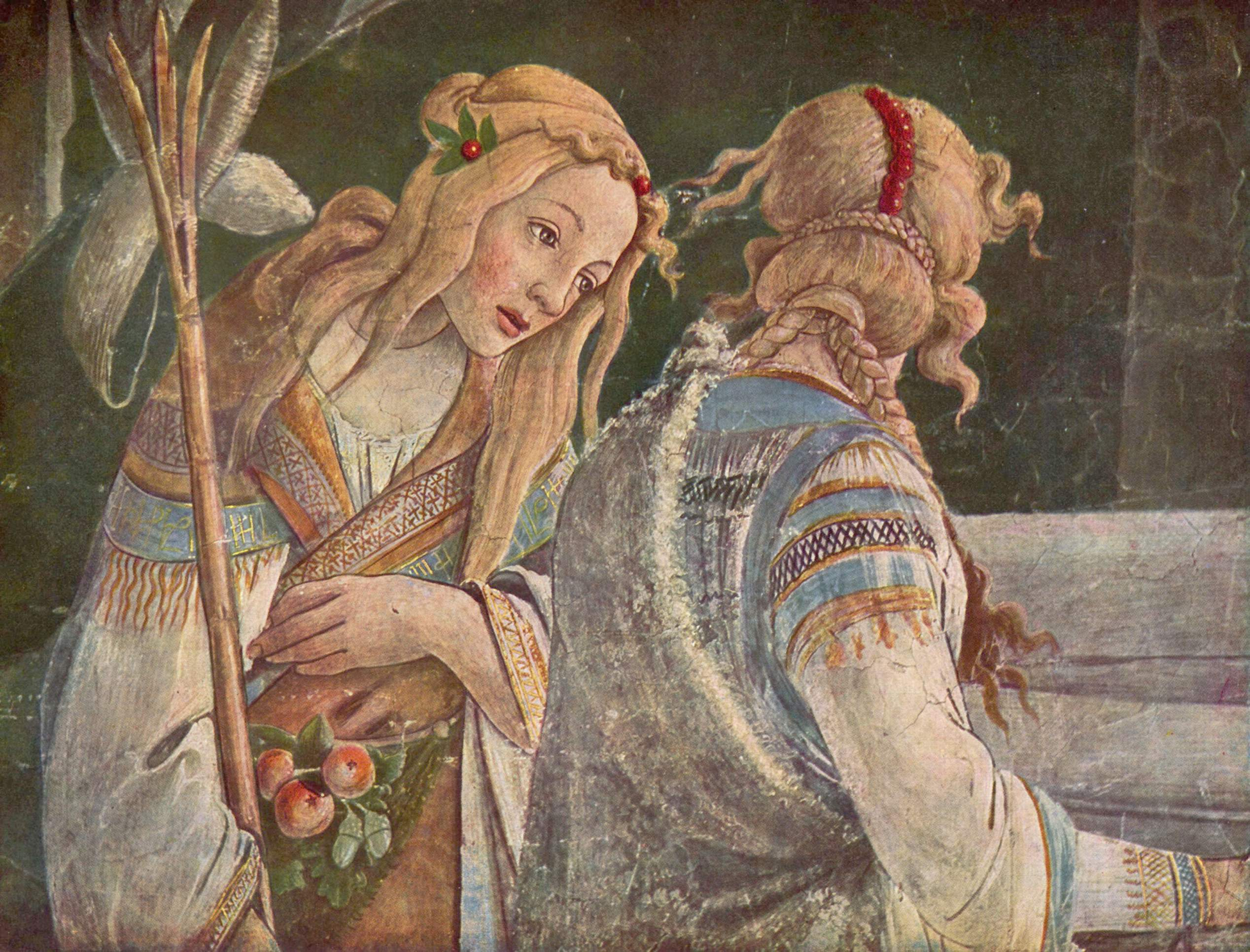
Dos de "Las hijas de Jetró". Detalle de La juventud de Moisés, fresco de Sandro Botticelli en la Capilla Sixtina, Roma, 1481-82.

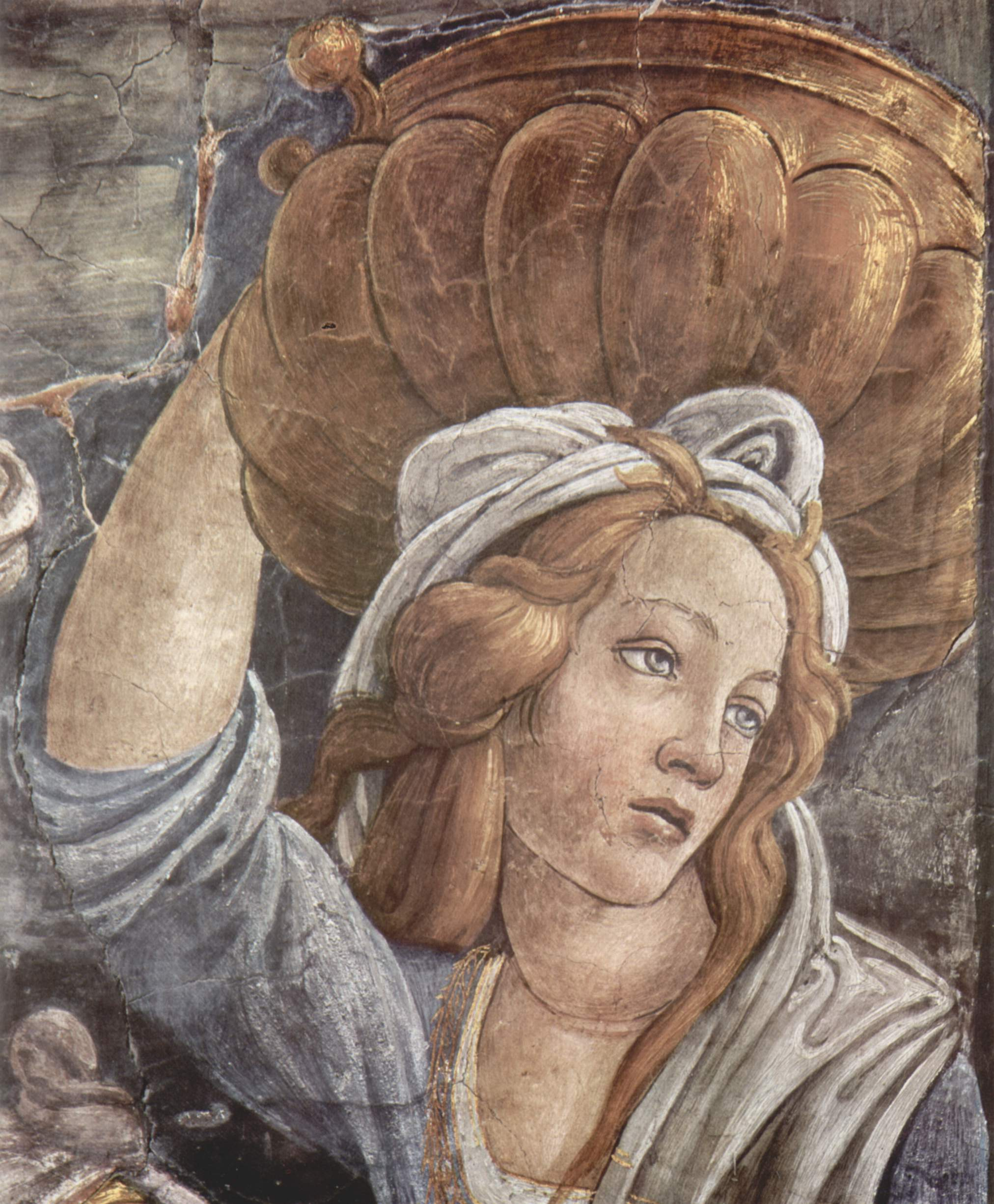
Séfora

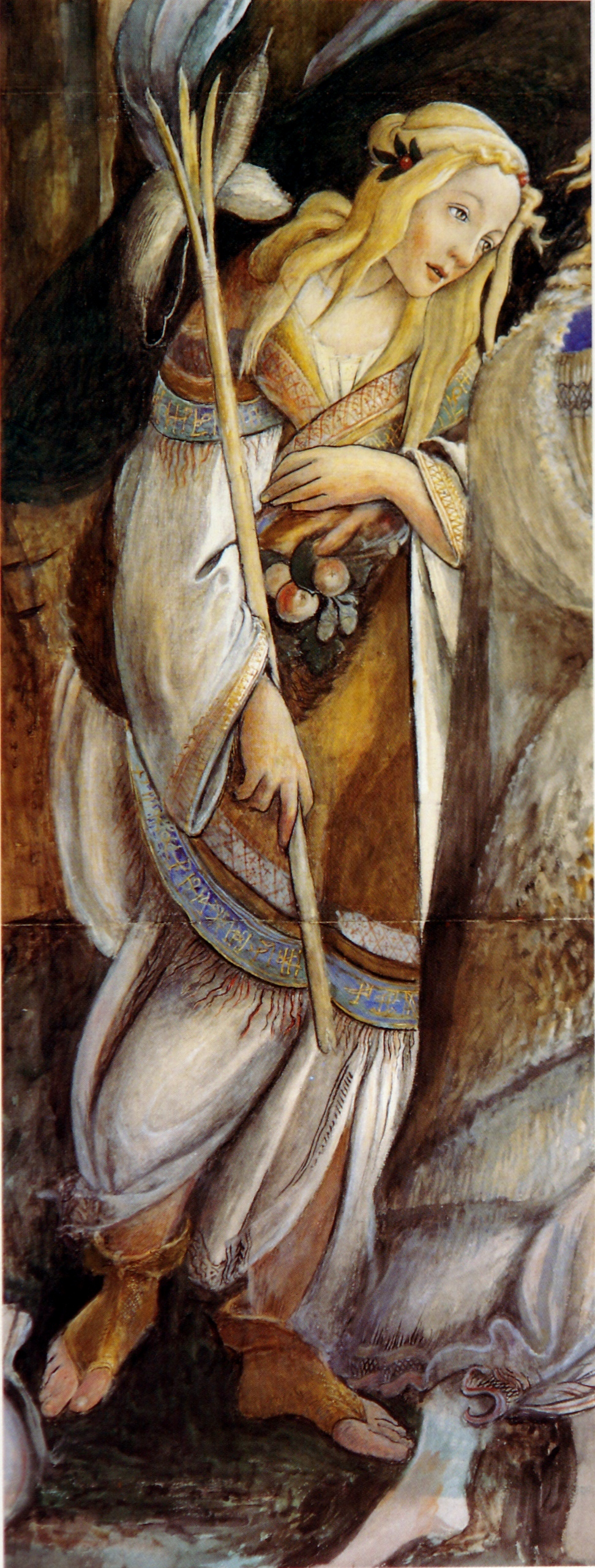
Séfora

Séfora o Zipóra (hebreo: צִפּוֹרָה Tzipóra —femenino de "pájaro" o "ave" o “brillantez [belleza]”— significa “aquella que es libre como un pájaro”; griego: Sepphora (Σεπφώρα); latín: Sĕphōra; árabe: Safura o Safrawa (صفورا)), mencionada en el libro bíblico de Éxodo, fue la esposa madianita de Moisés, y una de las siete hijas de Jetro, sacerdote de Madián.

## Contexto bíblico

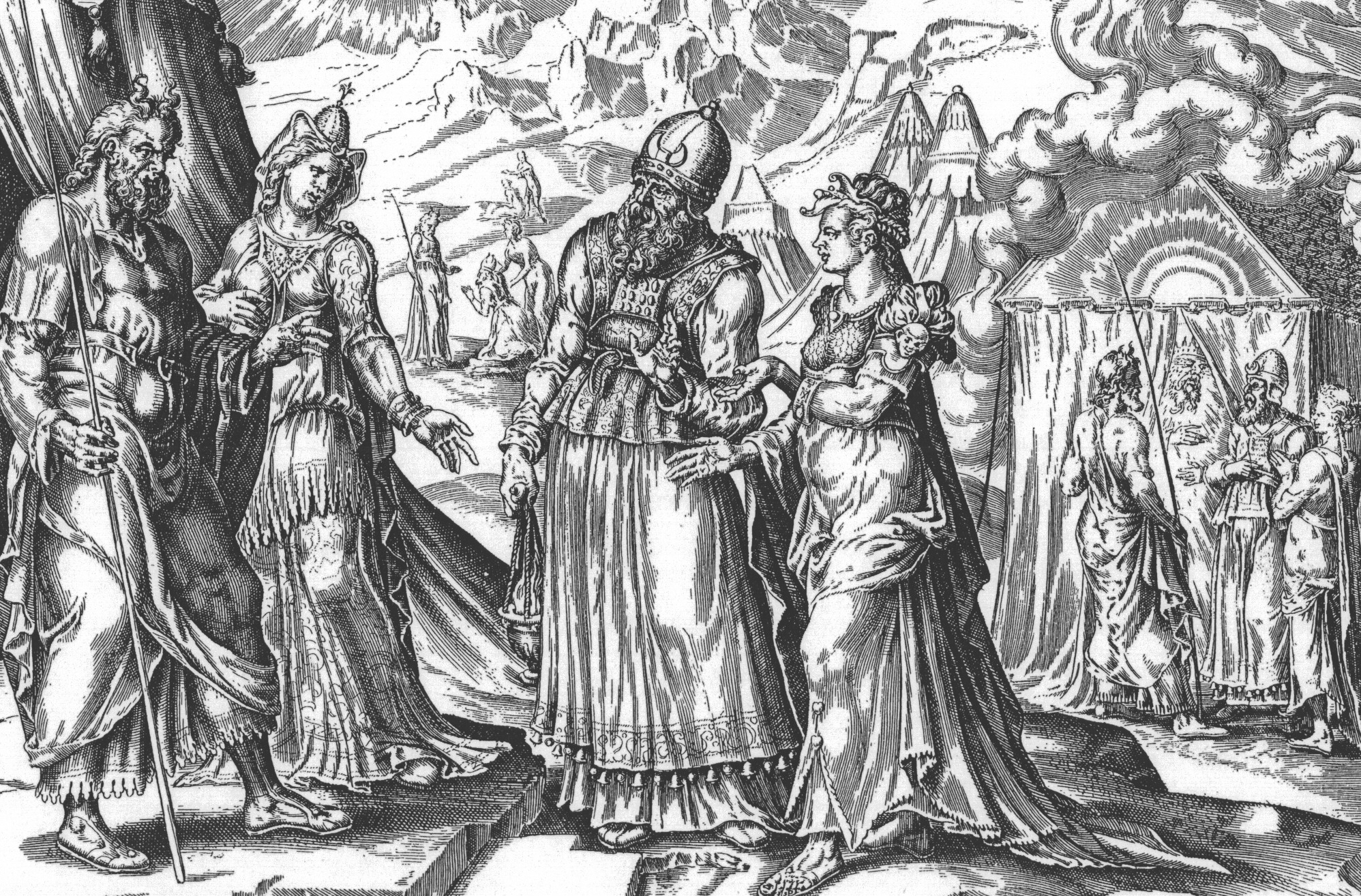
Miriam y Aaron quejándose sobre Moisés.

Después de que Moisés matara a un egipcio por golpear a un hebreo, huyó de Egipto y se estableció en la tierra de Madián. Allí defendió a las siete hijas de Jetró (también conocido como Reuel u Hobab), sacerdote de Madián, contra unos pastores que las habían echado de allí. Cuando Jetró había oído hablar de la valentía de Moisés, invitó a Moisés a comer y por lo tanto le dio refugio y a su hija Séfora por mujer. Y ella le dio a luz un hijo y él le puso por nombre Gersón, porque dijo: "Forastero soy en tierra ajena".
En Números 12 se hace referencia a una esposa etíope de Moisés, lo que provocó malestar en sus hermanos Aarón y Miriam. Para otros autores, la mujer etíope sería la misma Séfora.

## Nombre
La palabra proviene de una raíz semítica que significa "pájaro".

## Descendencia
|  |  |  |  |  |  |  |  | Gersón | Gersón | Gersón | Gersón | Gersón | Gersón |  |  | Eliezer  | Eliezer  | Eliezer  | Eliezer  | Eliezer  | Eliezer  |  |  |  |  |  |  |  |  |  |  |  |  |  |  |  |  |
|  |  |  |  |  |  |  |  | Gersón | Gersón | Gersón | Gersón | Gersón | Gersón |  |  | Eliezer  | Eliezer  | Eliezer  | Eliezer  | Eliezer  | Eliezer  |  |  |  |  |  |  |  |  |  |  |  |  |  |  |  |  |
|  |  |  |  |  |  |  |  | Sebuel | Sebuel | Sebuel | Sebuel | Sebuel | Sebuel |  |  | Rehabías | Rehabías | Rehabías | Rehabías | Rehabías | Rehabías |  |  |  |  |  |  |  |  |  |  |  |  |  |  |  |  |
|  |  |  |  |  |  |  |  | Sebuel | Sebuel | Sebuel | Sebuel | Sebuel | Sebuel |  |  | Rehabías | Rehabías | Rehabías | Rehabías | Rehabías | Rehabías |  |  |  |  |  |  |  |  |  |  |  |  |  |  |  |  |
|  |  |  |  |  |  |  |  |        |        |        |        |        |        |  |  | Jesaías  |          |          |          |          |          |  |  |  |  |  |  |  |  |  |  |  |  |  |  |  |  |
|  |  |  |  |  |  |  |  |        |        |        |        |        |        |  |  |          |          |          |          |          |          |  |  |  |  |  |  |  |  |  |  |  |  |  |  |  |  |
|  |  |  |  |  |  |  |  |        |        |        |        |        |        |  |  | Joram    |          |          |          |          |          |  |  |  |  |  |  |  |  |  |  |  |  |  |  |  |  |
|  |  |  |  |  |  |  |  |        |        |        |        |        |        |  |  |          |          |          |          |          |          |  |  |  |  |  |  |  |  |  |  |  |  |  |  |  |  |
|  |  |  |  |  |  |  |  |        |        |        |        |        |        |  |  | Zicri    |          |          |          |          |          |  |  |  |  |  |  |  |  |  |  |  |  |  |  |  |  |
|  |  |  |  |  |  |  |  |        |        |        |        |        |        |  |  |          |          |          |          |          |          |  |  |  |  |  |  |  |  |  |  |  |  |  |  |  |  |
|  |  |  |  |  |  |  |  |        |        |        |        |        |        |  |  | Selomit  |          |          |          |          |          |  |  |  |  |  |  |  |  |  |  |  |  |  |  |  |  |

## Séfora en la ficción

### Séfora en la literatura
Según Marek Halter en su libro: Séfora, Heroínas de la Biblia II, Editorial Planeta, 2004, Séfora fue rescatada junto con su madre por Jetró, debido al naufragio de su embarcación. Por tanto, la esposa de Moisés no era del linaje de Abraham.

### Séfora en el cine
En la película Los diez mandamientos (1956) dirigida por Cecil B. DeMille, Séfora es interpretada por la actriz y cantante canadiense Yvonne De Carlo. Para este papel, De Carlo aprendió a tejer en telar de mano y viajó a Egipto, junto con el resto del equipo de filmación.
En la película de animación El príncipe de Egipto, Séfora aparece por primera vez cuando los sacerdotes Hotep y Huy, tras secuestrarla, la ofrecen al príncipe Ramsés como concubina. Ramsés rehúsa y se la regala a Moisés, su hermano adoptivo. Moisés más tarde la ayuda a escapar. Ambos se reencuentran cuando Moisés huye de Egipto tras matar a un capataz. Poco a poco, él se gana su respeto y su amor, y finalmente se casan. Séfora acompaña a Moisés a liberar al pueblo hebreo y lo apoya en su empresa. En todo momento, Séfora es presentada como una mujer independiente, valiente y con carácter.
En 2014 Séfora es interpretada por la actriz española María Valverde en la producción de Ridley Scott llamada "Exodus: Gods and Kings". En esta versión, Séfora vive en una tribu del desierto que acoge a Moisés cuando es desterrado. Según la historia propuesta, Moisés se casa, tiene a su hijo Gersón y luego la abandona para regresar a Egipto por su pueblo. Cuando la liberación del pueblo judío se concreta, Moisés busca a su familia para continuar su viaje por el desierto en busca de la Tierra Prometida.

### Séfora en la televisión
En 2015 la telenovela brasileña "Os dez mandamentos", más conocido como "Moisés y los diez mandamientos", Séfora (llamada Zípora en la telenovela) es interpretada por Giselle Itié. Es personalizada como una mujer testaruda, aunque sincera y buena.